# Associació de Recerca i Desenvolupament de la Llengua Kurda
L'Associació de Recerca i Desenvolupament de la Llengua Kurda (en kurd: Komel a Lêkolîn û Pêşvexist a Zimanê Kurdî), també coneguda com a Kurdî-Der, fou una associació cultural de foment de la llengua kurda, creada el 2006 i prohibida el 2016, amb l'objectiu d'investigar i desenvolupar la llengua acadèmicament, així com ensenyar-la a la població.

## Història
L'abril del 2006 es va presentar una sol·licitud a l'Oficina del governador de Diyarbakır per a l'establiment de l'associació i, en la resposta donada 4 mesos després, es va afirmar que es concediria permís «a condició que alguns articles fossin eliminats». L'associació va fer canvis en aquests articles esmentat i va tornar a presentar la sol·licitud, acceptant-se la inscripció el 25 d'agost de 2006. L'associació va convocar el seu primer congrés el gener del 2007 i va determinar set prohoms com a administradors del congrés i va escollir Mazhar Aktaş com a president de l'associació. El 25 de maig de 2016 les autoritats turques van detenir a nou persones vinculades amb l'associació. Després que passessin a disposició judicial, el tribunal de va dictaminar que set d'elles fossin alliberades sota «control judicial» i les altres dues, els copresidents del moment, Ozan Kılınç i Şaban Kaskarlı, fossin empresonats per «ser membres d'una organització terrorista». El 7 d'agost de 2016, el congrés va escollir a Nizamettin Toğuç, exdiputat del parlament turc, i Evin Çelik com a copresidents.
L'associació, defensora de la llengua materna com un dret essencial, va organitzar diverses campanyes, conferències, panells i va dirigir la creació de diversos consells educatius amb aquesta finalitat. Alguns municipis, províncies i districtes van donar suport a aquestes activitats. Així mateix, l'associació va organitzar diversos esdeveniments i celebracions el 15 de maig de cada any, considerada festivitat en favor de la llengua kurda.

## Tancament
El 21 de novembre de 2016, les autoritats turques van decidir prohibir l'entitat d'acord amb el Decret llei núm. 677. Segons aquesta norma, 375 associacions van ser prohibides per decret per motius de «pertinença, afiliació o afiliació a organitzacions o estructures, formacions o grups terroristes determinats pel Consell de Seguretat Nacional turc per operar contra la seguretat nacional de l'Estat».